# Fjällskärs gård

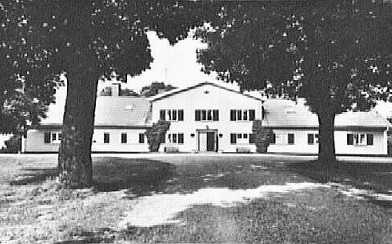
Fjällskärs gårds huvudbyggnad.

Fjällskärs gård (Fjellskär) är en herrgård i Stigtomta socken, Nyköpings kommun, Södermanlands län, belägen cirka 10 kilometer väster om Nyköping. 

## Historik
Gården är omnämnd redan på 1500-talet. Under 1600-talet ägdes gården av Johan Skytte. 1657 blev den säteri och innehades då av landshövdingen  Erik Karlsson Sparre. Genom kammarherre Fredrik Bengt Rosenhane, ägare av Tistad, kom gården senare i familjen Wachtmeisters ägo.

## Fjällskärs skola

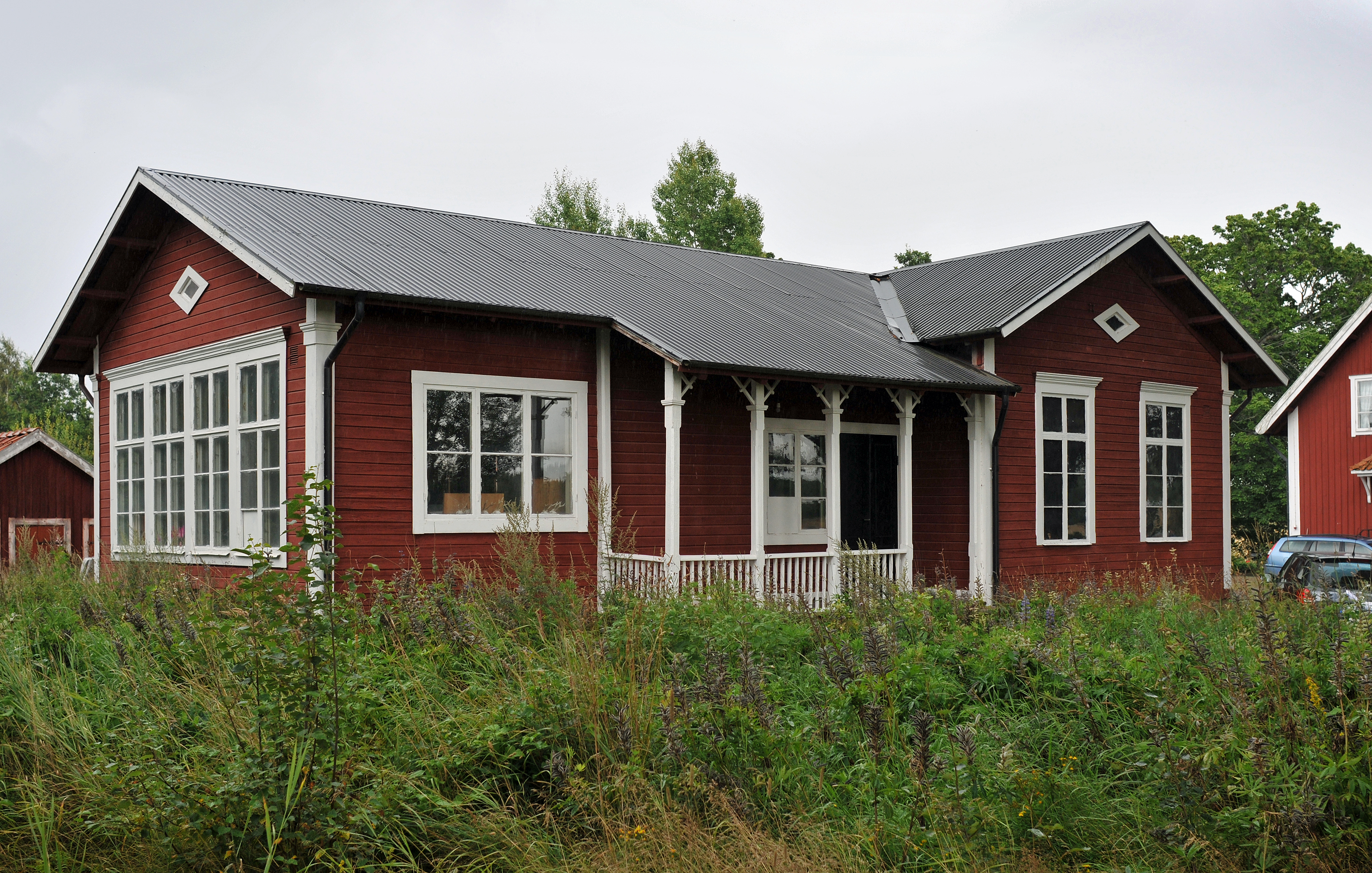
Fjällskärs skola 2012.

1865 startades folkskoleundervisning för barnen på godset och arrendegårdarna med snickaren Karl Peter Jonsson som förste småskollärare. Senare flyttade undervisningen till det nuvarande skolhuset i nära anslutning till gården.